# Сильшур (Зюзинское сельское поселение)
Сильшур — деревня в Шарканском районе Удмуртской республики.

## География
Находится в центральной части Удмуртии на расстоянии приблизительно 15 км на север-северо-восток по прямой от районного центра села Шаркан.

## История
Известна с 1727 года как деревня Сыйшур с 2 дворами, позднее отмечался как починок Сылшур или Сылшурской (1802). В 1873 году здесь (деревня Сыльшур) 34 двора, в 1893 — 59, в 1905 — 65, в 1924 (Сильшур или Итыл)- 85. До 2021 года входила в состав Зюзинского сельского поселения.

## Население
Постоянное население составляло 13 мужчин (1727 год), 54 человека (1764), 83 мужчины (1802). 271 (1873), 380 (1893, 75 русских и 305 удмуртов), 508 (1905), 520 (1924), 88 человек в 2002 году (удмурты 98 %), 49 в 2012.